# Паркс (Аризона)
Паркс (енгл. Parks) насељено је место без административног статуса у америчкој савезној држави Аризона.

## Демографија
По попису из 2010. године број становника је 1.188, што је 51 (4,5%) становника више него 2000. године.
| Група             | 2000.         | 2010.         |
| Белци             | 1.033 (90,9%) | 1.016 (85,5%) |
| Афроамериканци    | 4 (0,4%)      | 5 (0,4%)      |
| Азијати           | 4 (0,4%)      | 2 (0,2%)      |
| Хиспаноамериканци | 59 (5,2%)     | 116 (9,8%)    |
| Укупно            | 1.137         | 1.188         |